# تانگ هوا
تانگ هوا (انگلیسی: Tang Hua؛ زادهٔ ۶ سپتامبر ۱۹۷۷) کماندار اهل چین بود. وی در بازی‌های المپیک تابستانی ۱۹۹۶ و ۲۰۰۰ شرکت کرده‌است.